# 江苏独立
江苏独立是1911年10月爆发武昌起义、11月3日上海光復后，江苏巡抚程德全于11月5日在苏州城（今江苏省苏州市）宣布江苏省独立、脱离清廷的事件。

## 前奏
清朝江苏省辖区包括今上海市。1911年11月3日（农历九月十三日）上午，革命党人在上海发起反清起义，当日下午，革命党人攻占上海县县衙、上海道道台衙门和江南制造局，宣布上海光復。

## 经过
1911年11月4日（农历九月十四日），苏州绅商得知上海光復后，为保全苏州城的商业、财产，推举民团绅董潘祖谦、商会总理尤先甲、自治所董江衡、教育会代表孔昭晉、钱业代表庞天笙等人先后拜见巡抚程德全，请求保全苏州城。程德全表示：“此举我亦赞成，但务必秋毫无犯，勿扰百姓。 ”让孔昭晋起草保护条例。后以“苏属士民”名义发表《苏属自保宣言书》。此外，旅沪绅商学界代表黄炎培、沈恩孚、朱叔源、史量才、毛经畴、李钟钰、龚子英等人亦去苏州游说程德全。江苏督练公所总办张伯纯对程德全表示，目前土崩之势已成，要想持危扶倾，恐怕难以做到，如果一旦有变，只有顺乎人心以保全地方安全，才是上策。标统劉之潔在同日，召集全体官兵开会，称“现在时机已熟，不日即可宣告独立”。
11月4日晚间，上海军政分府派出50多人组成民军乘专列抵达苏州，会同枫桥新军营代表前往江苏巡抚衙门（在今苏州市沧浪区），争取程德全反清。
11月4日夜间，在江苏巡抚衙门大堂举行会议，召集江苏提法使兼布政使左孝同、提学使樊恭煦、织造文荫、苏州知府何刚德、协统艾忠琦、标统刘之沽、巡警道吴肇邦、商会总理尤先甲、商团团董潘祖谦、教育会会长孔昭晉、督练公所参议官吴茂节、钱业代表庞天笙等人参会。程德全发表演说，希望宣告独立。左孝同以为不可。督练公所科长章駕時拔刀威胁。樊恭煦进行劝说。最终，会议作出决定，于天明后公开宣布江苏独立，并推程德全为都督。当时，程德全命衙役准备一根长竹竿，举竿挑落大堂檐下数块檐瓦。巡抚衙门更换上“民国军政府江苏都督府”招牌。
11月5日（农历九月十五日）凌晨，在府署前鸣炮，升起“兴汉安民”四字白旗。苏州城街巷插上白旗，以示反正光复。11月15日，新军马队、步队、工程队、辎重队偕民军先后进入苏州城，新军由此控制苏州城。新军进城后，向程德全进呈“江苏都督之印”。
11月5日下午，在上海的苏、松、常、镇、太五属绅民代表于江苏省教育总会举行会议，公推代表去苏州劝程德全起义。当他们达到苏州时，苏州已完成易帜。在11月5日当日，江苏都督府即传檄江苏省所属府厅州县，“以保全地方为第一要义”，“一律反正”。数日内，江苏各地纷纷改旗易帜，响应光复。